# Andréas Hountondji
Andréas William Edwin Hountondji (Montry, 11 juli 2002) is een Benins-Frans voetballer die door Burnley FC wordt uitgeleend aan Standard Luik.

## Clubcarrière
Hountodji begon zijn jeugdopleiding bij FC Cosmo 77, een club uit zijn geboorteplaats Montry. Via US Quincy-Voisins FC, CS Meaux en US Torcy belandde hij in januari 2019 bij SM Caen. Op 16 november 2019 maakte hij zijn officiële debuut voor het eerste elftal van de club: in de bekerwedstrijd tegen ASI Mûrs-Erigné (0-6-winst) mocht hij een hele wedstrijd meedoen. Een kleine anderhalf jaar later, op 3 april 2021, maakte hij tegen Pau FC zijn debuut in de Ligue 2. Een week later opende hij zijn doelpuntenrekening voor het eerste elftal van Caen: in de 3-1-nederlaag tegen Grenoble Foot 38 scoorde hij het enige Bretoense doelpunt. Houtondji, die tegelijk ook nog geregeld meespeelde met het tweede elftal van Caen, viel dat seizoen zes keer in in de Ligue 2. 
In juli 2021 ondertekende Houtondji zijn eerste profcontract bij Caen, dat hem tot 2024 aan de club verbond. In het seizoen 2021/22 mocht Houtondji in de competitie 25 keer opdraven, weliswaar slechts drie keer als basisspeler. In juni 2022, kort nadat zijn contract met een jaar werd verlengd, werd Houtondji voor een seizoen uitgeleend aan reeksgenoot US Quevilly-Rouen Métropole. Daar speelde hij minder dan verwacht, waarop het huurcontract in januari 2023 werd overgenomen door derdeklasser US Orléans. Daar was hij wél een vaste waarde in de basisploeg en scoorde hij zes goals in vijftien competitiewedstrijden. In het seizoen 2023/24 speelde hij op huurbasis voor tweedeklasser Rodez AF, waar hij met zijn veertien competitiegoals een stevig aandeel had in de vierde plaats van Rodez. De club uit Rodez plaatste zich dat seizoen voor de promotie-playoffs, maar sneuvelde daarin in de halve finale tegen AS Saint-Étienne.
In juli 2024 versierde Houtondji een vierjarig contract bij de Engelse tweedeklasser Burnley FC. In zijn eerste halve seizoen kwam hij er nauwelijks aan spelen toe, waarop de club hem in januari 2025 tot het einde van het seizoen uitleende aan de Belgische eersteklasser Standard Luik.

## Interlandcarrière
Hountodji maakte op 17 juni 2023 zijn interlanddebuut voor Benin: in de Afrika Cup-kwalificatiewedstrijd tegen Senegal (1-1-gelijkspel) liet bondscoach Gernot Rohr hem in de 71e minuut invallen voor Steve Mounié.